# دانيال شوارتز
دانيال شوارتز (بالإنجليزية: Daniel Schwartz)‏ (مواليد 1980/1981) هو رجل أعمال أمريكي والرئيس التنفيذي لشركة Restaurant Brands International Inc. وكذلك الرئيس المشارك لمجلس إدارة RBI، الشركة الأم لـ برجر كنج وبوبايز وتيم هورتونز.